# دابلیو. جی. لینکلن
دابلیو. جی. لینکلن (انگلیسی: W. J. Lincoln) یک کارگردان، تهیه‌کننده، نمایش‌نامه‌نویس و مالک تئاتر اهل استرالیا در دوران صامتِ صنعت سینما بود. او مابین سال‌های ۱۹۱۱ تا ۱۹۱۶میلادی، درتهیه، کارگردانی یا نویسندگی ۲۳ فیلم سینمایی نقش داشت.
از فیلم‌ها یا مجموعه‌های تلویزیونی که وی در آن‌ها نقش داشته است می‌توان به بحران (۱۹۱۳) اشاره نمود.